# Itasy
Itasy är en region i Madagaskar. Den ligger i den centrala delen av landet, 60 km väster om huvudstaden Antananarivo. Antalet invånare är 643 000. Arean är 6 993 kvadratkilometer.
Itasy delas in i:
- Arivonimamo
- Miarinarivo
- Soavinandriana

Följande samhällen finns i Itasy:
- Soavinandriana
- Arivonimamo